# Správní akt
Správní akt je konkrétní správní úkon (rozhodnutí), kterým vykonavatel veřejné správy v konkrétním případě řeší právní poměry jmenovitě určených osob (adresátů).
Ustanovení § 9 českého správního řádu obsahuje legální definici správního aktu, podle níž jde o rozhodnutí, jímž se v určité věci zakládají, mění nebo ruší práva anebo povinnosti jmenovitě určené osoby (konstitutivní akt) nebo jímž se v určité věci prohlašuje, že taková osoba práva nebo povinnosti má anebo nemá (deklaratorní akt).

## Znaky správních aktů
Každý správní akt se vyznačuje tím, že:
1. jde o jednání orgánu veřejné správy nebo jiného subjektu na základě zákona,
2. jednostranný autoritativní výrok o právech a povinnostech podřízených subjektů,
3. správní akt se týká konkrétní věci a konkrétní osoby,
4. adresáti jsou ve vztahu k orgánu veřejné správy v nepodřízeném postavení,
5. obsah správního aktu nezávisí na vůli nepodřízeného subjektu (autoritativnost orgánu veřejné správy),
6. správní akt je pro adresáty právně závazný a vynutitelný státní mocí.

## Členění správních aktů
1. podle obsahu
  - materiální: upravují hmotněprávní postavení adresátů = rozhodnutí
  - procesní: upravují postavení adresátů ve správním řízení = usnesení
2. podle povahy právních účinků
  - konstitutivní: zakládají, mění, ruší administrativněprávní vztahy. Platí pro futuro.
    - podle trvání účinků
      - s neomezenými účinky
      - s omezenými účinky: omezení vyplývá ze zákona, ze správního aktu

    - podle přínosu pro adresáta
      - ve prospěch adresáta: např. vydání oprávnění (ŘP, ZP), nebo rozhodnutí o neuložení povinnosti
      - v neprospěch adresáta: např. uložení povinnosti (bloková pokuta), nebo rozhodnutí o nevydání oprávnění

    - podle účinků
      - pozitivní správní akt: mění pozici adresáta (např. udělení státního občanství)
      - negativní správní akt: pozice adresáta se nemění (např. rozhodnutí o nepřijetí na VŠ)

  - deklaratorní: autoritativně zjišťují, prohlašují existencí a vlastnosti existujících administrativněprávních vztahů. Má platnost ex tunc.
  - smíšený: povaha částečně deklaratorní a částečně konstitutivní (např. rozhodnutí o přestupku - výrok o vině a o vyměření trestu)
3. podle okruhu osob
  - SA ad personam: řeší osobní poměry adresátů, vztahuje se výlučně k této osobě (např. udělení státního občanství, rozhodnutí o přestupku)
  - SA ad rem: vztahují se k adresátovi ve vztahu k určité věci, jsou závazné pro vlastníka věci i pro jeho nástupce (např. stavební povolení)

## Náležitosti správní aktů
1. kompetenční náležitosti: Kompetenčními předpoklady správního aktu jsou hmotněprávní působnost a pravomoc. Procesněprávním předpokladem je věcná, místní a funkční příslušnost orgánu veřejné správy.
2. obsahové náležitosti: Správní akt (rozhodnutí) obsahuje výrok, odůvodnění a poučení o opravných prostředcích. Dále může obsahovat některá z vedlejších ustanovení:
  - příkaz: omezení přiznaného oprávnění. Ukládá k přiznaným oprávněním urč. povinnosti resp. omezuje přiznané oprávnění (např. ve stavebním povolení se stanoví podmínky užívání stavby)
  - časová doložka: časové omezení účinků správního aktu
  - podmínka: okolnost, která podmiňuje vznik nebo zánik účinků správního aktu
  - výhrada: správní orgán si vyhrazuje možnost v budoucnosti zasáhnout do právních vztahů založených již vydaným správním aktem. Výhrada je možná přímo zákonná (vyjádřena v ustanovení zákona) nebo na základě zákona ve správním aktu.
3. formální náležitosti: Správní akt má obvykle písemnou formu. Jde o listinu označenou obvykle jako rozhodnutí nebo usnesení. Písemná forma není třeba jen výjimečně (např. blokové řízení, rozhodnutí na základě ústního celního prohlášení). Písemná forma musí podle § 69 SprŘ obsahovat označení správního orgánu, jméno a příjmení všech účastníků, číslo jednací, datum, otisk úředního razítka, jméno, příjmení, funkci, číslo a podpis úřední osoby.
4. procedurální náležitosti: stanoví zákon č. 500/2004 Sb., správní řád